# 제니의 초상
《제니의 초상》(영어: Portrait Of Jennie)은 미국에서 제작된 윌리엄 디터리 감독의 1948년 드라마, 판타지, 미스터리, 멜로/로맨스 영화이다. 조셉 거튼와 제니퍼 존스 등이 주연으로 출연하였고 데이빗 O. 셀즈닉 등이 제작에 참여하였다.

## 출연

### 주연
- 제니퍼 존스 - 제니
- 조셉 거튼 - 애덤즈

### 조연
- 에델 베리모어 - 스피니 부인
- 릴리언 기시 - 메리 수녀
- 세실 켈러웨이 - 메튜스
- 데이비드 웨인 - 거스
- 앨버트 샤프 - 무어
- 헨리 헐 - 이크
- 플로렌스 베이츠 - 지크스 부인
- 낸시 레이건 - 학생
- 앤 프랜시스 - 학생
- 낸시 올슨 - 학생
- 존 패럴 - 경찰

## 제작진
- 원작자: 로버트 나단
- 미술: J. 맥밀런 존슨
- 미술: 조셉 B. 플랫
- 특수효과: 폴 이글러
- 의상: 루신다 발라드
- 의상: 안나 힐 존스톤

## 한국어 더빙 성우진(KBS) (1988년 11월 13일)
- 이강식 - 애덤즈(조셉 거튼)
- 권희덕 - 제니(제니퍼 존스)
- 김민규 - 이크(헨리 헐)
- 이강룡 - 메튜스(세실 켈러웨이)
- 김정희 - 메리 수녀(릴리언 기시) / 학생(낸시 올슨)
- 이정은 - 지크스 부인(플로렌스 베이츠) / 학생(낸시 레이건)
- 임수아 - 스피니 부인(에설 배리모어) / 클라라(모드 시몬스) / 학생(앤 프랜시스)
- 이재명 - 콥 선장(클렘 베번스) / 선원(로버트 더들리)
- 엄주환 - 무어(앨버트 샤프)
- 유영환 - 거스(데이비드 웨인)
- 이규화 - 경찰(존 패럴) / 나레이션